# Tres Germans
Els Tres Germans (en letó: Trīs brāļi) són un complex d'edificis situats a Riga, capital de Letònia. Les cases estan situades una al costat de l'altra al Carrer Mazā Pils números 17, 19 i 21, és el conjunt més antic de cases residencials de Riga. Cada edifici representa etapes diferents en desenvolupament de la construcció d'aquest tipus de cases.
L'edifici del número 17 és el més antic, data de finals del segle XV. L'exterior de l'edifici es caracteritza per frontispicis escalonats, decoracions gòtiques i uns primers detalls renaixentistes. Originàriament l'edifici constava en el seu interior d'una cambra gran i un àtic en ús com a emmagatzematge. La casa va ser restaurada entre el 1955 i el 1957 per l'arquitecte P. Saulitis.
La casa del costat, número 19, té una datació exterior des de 1646, amb un portal de pedra afegit el 1746. L'estil de l'edifici mostra influències del manierisme holandès.
L'última casa de les tres, situada al número 21, és un edifici estret barroc que va adquirir el seu aspecte actual, probablement a finals del 1600.
Els Tres Germans allotgen en l'actualitat la Inspecció Estatal per a la Protecció del Patrimoni i el Museu d'Arquitectura de Letònia.